# Baron Butler of Moore Park
Baron Butler, of Moore Park in the County of Hertford war ein erblicher britischer Adelstitel in der Peerage of England.

## Verleihung und nachgeordnete Titel
Der Titel wurde am 17. September 1666 für Thomas Butler, 6. Earl of Ossory geschaffen, indem dieser per Writ of Summons ins englische Parlament berufen wurde. Er hatte bereits am 8. August 1662 durch Writ of Acceleration als 6. Earl of Ossory ins irische Parlament berufen worden und hatte dadurch vorzeitig von seinem Vater den 1528 in der Peerage of Ireland geschaffenen Titel Earl of Ossory geerbt.
Sein Sohn, der 2. Baron, erbte 1684 von seiner Großmutter dem Titel 3. Lord Dingwall und 1688 von seinem Großvater auch die Titel 2. Duke of Ormonde nebst nachgeordneter Titel. Nachdem er sich an den Jabokitenaufständen von 1715 beteiligt hatte, wurden ihm seine Titel wegen Hochverrats aberkannt.
Sein Nachfahre, der 7. Earl Cowper, erreichte am 31. Juli 1871, dass für ihn die Baron Butler of Moore Park und Lord Dingwall wiederhergestellt wurden. Bei seinem Tod 1905 fiel die Baronie Butler in Abeyance, seine nachgeordneten Titel Baron Lucas und Lord Dingwall fielen an dessen Neffen Auberon Herbert, das Earldom und seine übrigen Titel erloschen.

## Barone Butler of Moore Park (1666)
- Thomas Butler, 6. Earl of Ossory, 1. Baron Butler († 1680)
- James Butler, 2. Duke of Ormonde, 3. Lord Dingwall, 2. Baron Butler (1665–1745) (Titel 1715 verwirkt)
- Francis Cowper, 7. Earl Cowper, 4. Lord Dingwall, 3. Baron Butler (1834–1905) (Titel 1871 wiederhergestellt; Titel 1905 abeyant)